# نظرية الإجماع
نظرية الإجماع (بالإنجليزية: Consensus theory)‏ هي نظرية اجتماعية تعتبر نظامًا سياسيًا أو اقتصاديًا معينًا نظامًا عادلاً، وأن التغيير الاجتماعي يجب أن يتم داخل المؤسسات الاجتماعية التي يوفرها. تتناقض نظرية الإجماع بشكل حاد مع نظرية الصراع، التي ترى أن التغيير الاجتماعي لا يتحقق إلا من خلال الصراع.
في ظل نظرية الإجماع، يُنظر إلى غياب الصراع على أنه حالة توازن المجتمع وأن هناك اتفاقًا عامًا أو واسع النطاق بين جميع أفراد مجتمع معين حول الأعراف والقيم والقواعد واللوائح. تهتم نظرية الإجماع بالحفاظ على النظام الاجتماعي في المجتمع أو استمراره.
تعتبر نظرية الإجماع بمثابة حجة اجتماعية لتعزيز الوضع الراهن والحفاظ عليه. إنه يتعارض مع نظرية الصراع، التي تعمل كحجة اجتماعية لتعديل الوضع الراهن أو لعكسه تمامًا. وفي نظرية الإجماع تعتبر القواعد تكاملية، ومن لا يحترمها فهو إنسان منحرف. في ظل نظرية الصراع، يُنظر إلى القواعد على أنها قسرية، ومن ينتهكها يعتبر عامل تغيير.